# Tommy Boy Entertainment
Tommy Boy Entertainment (znana również jako Tommy Boy Records) – amerykańska wytwórnia płytowa założona w 1981 roku przez Toma Silvermana.

## Artyści nagrywający dla Tommy Boy[1]
- 2XL
- 808 State
- Afrika Bambaataa
- Above the Law
- Apache
- Amber
- Blake Lewis
- Big Noyd
- Biz Markie
- Bob Sinclar
- Broadcast
- Cantankerous
- Capone-N-Noreaga
- Choice M.C.'s
- The Cliks
- Coldcut
- Coolio
- Daniel Cirera
- De La Soul
- Defari
- Digital Underground
- Disco D
- Dolce
- Everlast
- Fannypack
- Fresh Gordon
- Force MD's
- Gucci Mane
- Handsome Boy Modeling School
- House of Pain
- The House Jacks
- Information Society
- Jonzun Crew
- Joydrop
- Junior Vasquez
- K7
- Khia
- King Sun
- Kristine W
- Kung Faux
- Li'l Bastards
- LFO
- Lord Finesse
- J.C. Lodge
- Masters at Work
- Matt Alber
- Natural Elements
- Naughty by Nature
- Paris
- Pimpadelic
- Planet Patrol
- Plushgun
- Pretty Tone Capone
- Prince Paul
- Prince Rakeem
- Queen Latifah
- RuPaul
- Rustic Overtones
- Shabazz the Disciple
- Roxanne Shanté
- Skarr-Akbar
- Sneaker Pimps
- Stetsasonic
- Thunderpuss
- Timmy Gatling
- TKA
- Ultra Naté
- YZ